# Ватилакос (дем Сервия)
Вижте пояснителната страница за други значения на Ватилакос.
Ватилакос или старо Кечелер (на гръцки: Βαθύλακκος, до 1928 година Κιτσιλέρ, Кицилер) е село в Република Гърция, част от дем Сервия в област Западна Македония.

## География
Селото е разположено на 420 m надморска височина, на около 10 km северно от Сервия, на левия бряг на Бистрица (Алиакмонас), в подножието на планината Червена гора (Вуринос).

## История

### В Османската империя
В края на XIX век Юкуз ова турско село в Кожанска каза на Османската империя. Според статистиката на Васил Кънчов („Македония. Етнография и статистика“) през 1900 година в Кечилеръ, Кожанска каза, има 356 турци.
На Етнографската карта на Битолския вилает на Картографския институт в София от 1901 година Кечилер е чисто турско село в Кожанската каза на Серфидженския санджак с 82 къщи.
Според статистика на Серфидженския санджак на гръцкото консулство в Еласона от 1904 година в Кечелер (Κετσελέρ), Кожанска каза, живеят 170 турци.

### В Гърция
През октомври 1912 година, по време на Балканската война, в селото влизат гръцки части и след Междусъюзническата война в 1913 година Кечелер остава в Гърция. През 20-те години населението му се изселва в Турция и на негово място са настанени гърци туркофони, бежанци от Турция. В 1928 година името на селото е сменено на Ватилакос. В същата година Кечелер е представено като изцяло бежанско селище с 85 бежански семейства и 338 жители.
В годините на Гражданската война (1946 - 1949) туркофонското население на селото подкрепя десните сили и пострадва от частите на ДАГ.
Населението традиционно произвежда жито, тютюн и други земеделски продукти, като се занимава и със скотовъдство.
| Име     | Име        | Ново име | Ново име | Описание                   |
| ------- | ---------- | -------- | -------- | -------------------------- |
| Гьолчук | Γκιολτσουκ | Алония   | Αλώνια   | местност на И от Ватилакос |

| Година    | 1913 | 1920 | 1928 | 1940 | 1951 | 1961 | 1971 | 1981 | 1991 | 2001 | 2011 | 2021 |
| --------- | ---- | ---- | ---- | ---- | ---- | ---- | ---- | ---- | ---- | ---- | ---- | ---- |
| Население | 436  | 526  | 213  | 553  | 338  | 739  | 551  | 604  | 617  | 652  | 615  | 505  |